# Étienne Chaillon
Étienne Chaillon, né le 8 avril 1736 à à Montoir-de-Bretagne (intendance de Bretagne, actuel département de Loire-Atlantique), mort le 16 germinal an IV (5 avril 1796) à Paris, est un homme politique de la Révolution française. 

## Biographie
Étienne Chaillon est le fils d'Étienne Chaillon, capitaine de navire, et de Perrine Vince. Il épouse, en premières noces, Julienne Olivaud, fille de Guillaume Olivaud, officier sur les navires marchands, et de Jeanne André, puis, en secondes noces, Angélique Eulalie Bouyer, fille d'Hyacinthe Bouyer, avocat au parlement, sénéchal et seul juge ordinaire civil et criminel et de police de Paimbœuf et correspondant des commissaires des États de Bretagne, et de Marie Bournaves.
Avocat au parlement et à Montoir, il est sénéchal de la juridiction des vicomté de Donges, baronnie de la Roche au siège de Savenay et vicomté de Saint-Nazaire (1772).
Sa fille, Aimée-Gabrielle Chaillon, épouse, le 17 messidor an III (5 juillet 1795) à Nantes, François Sébastien Letourneux, député au Conseil des Anciens et ministre de l'Intérieur sous le Directoire.  

### Mandat à la Constituante
En 1789, Étienne Chaillon est élu représentant du tiers état de la sénéchaussée de Nantes, le cinquième sur huit, aux États généraux. 
Il siège sur les bancs de la gauche de l'Assemblée. Il adhère au club des Jacobins. Le 4 mai 1791, il vote en faveur du rattachement du Comtat Venaissin à la France.

### Mandat à la Convention
La monarchie constitutionnelle, mise en application par la constitution du 3 septembre 1791, prend fin à l'issue de la journée du 10 août 1791 : les bataillons de fédérés bretons et marseillais et les insurgés des faubourgs de Paris prennent le palais des Tuileries. Louis XVI est suspendu et incarcéré, avec sa famille, à la tour du Temple. 
En septembre 1792, Étienne Chaillon est élu député du département de la Loire-Inférieure, le troisième sur huit, à la Convention nationale. 

Il siège sur les bancs de la Plaine. Lors du procès de Louis XVI, il vote « la réclusion, et la déportation à la paix » et se prononce en faveur de l'appel au peuple et du sursis à l'exécution de la peine, : 
Que Louis vive pour servir d'exemple et d'obstacle à ces hommes ambitieux qu'un trône, tout renversé qu'il est, pourrait tenter encore, et qui bientôt calculeraient les moyens d'en réunir les débris ! 

Qu'il vive pour tromper l'espoir des puissances étrangères qui le dédaignent, des émigrés qui le détestent, de Rome qui voudrait déjà l'avoir béatifié, des factieux qui nous entourent, et des Cromwell qui les dirigent.
Le 13 avril 1793, il vote en faveur de la mise en accusation de Jean-Paul Marat. Le 28 mai, il est absent lors du scrutin sur le rétablissement de la Commission des Douze. 
Après le chute de Robespierre, le 12 frimaire an III (le 2 décembre 1794), Étienne Chaillon est envoyé en mission aux côtés de Pierre-Marie Delaunay (député du Maine-et-Loire), de Joseph-Marie Gaudin (député de Vendée), de Louis Prosper Lofficial (député des Deux-Sèvres), de Henri Menuau (député du Maine-et-Loire) et de Charles Morisson (député de Vendée). Il figure parmi les signataires du traité de la Jaunaye le 8 ventôse an III (le 26 février 1795).

### Mandat aux Anciens
Sous le Directoire, Étienne Chaillon est réélu député et siège au Conseil des Anciens. Il meurt le 16 germinal an IV (5 avril 1796) à Paris. 